# Dark Is The Night
Dark Is The Night ist ein US-amerikanischer Pornospielfilm der Regisseurin James Avalon aus dem Jahr 2023. Er wurde bei den AVN Awards 2023 in der Kategorie „Best Screenplay - Film“ ausgezeichnet.

## Handlung
Als ein mysteriöser Fremder ein Gästezimmer im Haus eines Paares mietet, dessen Ehe in die Brüche geht, kommen plötzlich ihre Geheimnisse ans Licht.

## Wissenswertes
- 4 Sex-Szenen: 1) Kenna James und Nathan Bronson, 2) Kiara Cole und Nathan Bronson, 3) Kiara Cole und Seth Gamble und 4) Kenna James und Seth Gamble.
- Eine 114 Minuten alternative Version mit nur drei Sex-Szenen wurde als VOD unter dem Titel "In the Dark" im August 2023 veröffentlicht.
- Der Zeitrahmen ist nicht definitiv festgelegt: Kostüme, Wohndekorationen (bis hin zum Vintage-Telefon und Staubsauger) lassen auf die 1940er oder 1950er Jahre schließen, aber es wird ein modernes Auto verwendet.
- Der Film beginnt damit, dass eine LP auf den Plattenspieler gelegt wird – bei genauem Hinsehen gab es einen Impuls. Jazz-Label, beschriftet als John Coltranes Klassiker „A Love Supreme“ aus dem Jahr 1964, aber die Musik, die man hörte, erinnerte eher an den Sound der 1940er Jahre. Auf einem Notizblock voller Namen und Geldbeträge, der auf kriminelle Aktivitäten von Bronsons Charakter schließen lässt, sind unter den Namen „James Avalon“ und „Shaun of the Dead“ zu finden.

## Auszeichnungen
- 2023: AVN Award „Best Screenplay - Film“